# Sulfolobales
Las sulfolobales (Sulfolobales) son un orden de arqueas de la clase Thermoproteia. Son microorganismos acidófilos con un pH óptimo entre 1,5 y 4. Generalmente son menos termófilos que Thermoproteales y Thermococci, con una temperatura óptima entre 65 y 90 °C y solo Acidianus puede crecer a temperaturas superiores a 90 °C. Sulfolobus y Metallosphaera son aerobios, Acidianus y Sulfurisphaera son anaerobios facultativos y Stygiolobus es un anaerobio obligado. Generalmente viven en manantiales sulfurosos continentales aunque algunas especies se encuentran cerca de fuentes hidrotermales oceánicas.
Crecen típicamente por oxidación del azufre a ácido sulfúrico. Las especies del género Acidianus también crecen en condiciones anaerobias reduciendo azufre a sulfuro de hidrógeno (H2S) usando hidrógeno (H2) como donador de electrones. 